# Skeeter Davis
Skeeter Davis, nata Mary Frances Penick (Glencoe, 30 dicembre 1931 – Nashville, 19 settembre 2004), è stata una cantante statunitense.

## Biografia
Nata in Kentucky, le venne dato dal nonno il soprannome "Skeeter" (gergo per zanzara), nome che portò per il resto della sua vita. 
Mentre frequentava la Dixie Heights High School di Edgewood, incontrò Betty Jack Davis, con cui cominciò a suonare e cantare. Nel 1947 nacque ufficialmente il duo chiamato The Davis Sisters, con Skeeter che adottò il cognome dell'amica nonostante le due non fossero imparentate. Il duo ebbe successo nel 1953 con il brano I Forgot More Than You'll Ever Know, pubblicato per la RCA e prodotto da Stephen Sholes.
Il duo venne segnato da una tragedia vicino a Cincinnati il 1º agosto 1953, quando Betty Jack Davis morì a causa di un incidente stradale in cui Skeeter rimase gravemente ferita alla testa.
L'artista riprese l'attività del duo mesi dopo insieme a Georgia Davis. Le "sorelle Davis" si sciolsero definitivamente nel 1956.
Skeeter riprese poi ad esibirsi come solista e nel 1957 pubblica Lost to a Geisha Girl, canzone di risposta a Geisha Girl di Hank Locklin. Nel 1959 ha scritto e registrato Set Him Free, brano prodotto da Chet Atkins che ottenne una candidatura al Grammy Award. Nello stesso anno si unì al Grand Ole Opry. Nei primi anni '60 pubblico altri brani come I Can't Stay Mad at You (scritta da Gerry Goffin e Carole King), (I Can't Help You) I'm Falling Too, My Last Date (With You), Where I Ought to Be e Optimistic.
Nel 1963 pubblica quella che sarebbe diventata la sua canzone più famosa, ovvero The End of the World. Per He Says the Same Things to Me ottenne una candidatura al Grammy. Il successo continuò con brani quali I'm Saving My Love e Gonna Get Along Without You Now. Ottenne la sua terza candidatura al Grammy con Sun Glasses, canzone del 1965. In seguito pubblica What Does It Take (To Keep a Man Like You Satisfied), brano per cui riceverà una quarta candidatura al Grammy; Fuel to the Flame (brano coscritto da Dolly Parton) e There's a Fool Born Every Minute.
Alla fine degli anni '60 registrò diversi album completi, tra cui due album tributo a Buddy Holly e Flatt and Scruggs. Negli anni '70 il suo successo cominciò a svanire.
Tornò a registrare nel 1976, quando la Mercury Records produsse due suoi singoli. Nel 1978 registrò il primo di numerosi album per etichette discografiche minori, cosa che fece occasionalmente anche negli anni '90. Nel 1985 pubblica She Sings, They Play, album registrato con la band rock NRBQ, di cui faceva parte il marito Joey Spampinato. Nel corso della sua carriera ha pubblicato 32 album in studio e oltre 50 singoli.
Nel 1993 pubblica l'autobiografia Bus Fare to Kentucky, titolo preso da una sua canzone del 1971. Nel 1998 ha scritto un libro per bambini dal titolo The Christmas Note.
Nel 1988 le venne diagnosticato un cancro al seno. Dopo aver subito una mastectomia, ebbe una recidiva nel 1996. Nel 2004 si è spenta a Nashville all'età di 72 anni.

### Vita privata
Il suo primo matrimonio è stato con Kenneth DePew, da cui ha divorziato nel 1959. Nel 1960 si è sposata con il disc jockey Ralph Emery. Dopo aver scoperto i tradimenti del marito, ha divorziato nel 1964. Si è risposata nel 1987 con il bassista Joey Spampinato, matrimonio poi conclusosi nel 1996.
La Davis divenne vegetariana nel 1974 e rimase tale per il resto della sua vita.

## Discografia parziale

### Album in studio
- 1959 - I'll Sing You a Song and Harmonize Too
- 1961 - Here's the Answer
- 1962 - Porter Wagoner and Skeeter Davis Sing Duets (con Porter Wagoner)
- 1963 - Skeeter Davis Sings The End of the World
- 1963 - Cloudy, with Occasional Tears
- 1964 - Let Me Get Close to You
- 1965 - Tunes for Two (con Bobby Bare)
- 1965 - Written by the Stars
- 1965 - Skeeter Sings Standards
- 1966 - Singin' in the Summer Sun
- 1966 - My Heart's in the Country
- 1967 - Hand in Hand with Jesus
- 1967 - Skeeter Davis Sings Buddy Holly
- 1967 - What Does It Take (To Keep a Man Like You Satisfied)
- 1968 - Why So Lonely?
- 1968 - I Love Flatt and Scruggs
- 1969 - The Closest Thing to Love
- 1969 - "maryfrances"
- 1970 - A Place in the Country
- 1970 - Your Husband, My Wife (con Bobby Bare)
- 1970 - It's Hard to Be a Woman
- 1971 - Skeeter
- 1971 - Love Takes a Lot of My Time
- 1972 - Bring It on Home
- 1972 - Skeeter Sings Dolly
- 1973 - The Hillbilly Singer
- 1973 - I Can't Believe That It's All Over
- 1978 - The Best of the Best of Skeeter Davis
- 1982 - Live Wire
- 1983 - Heart Strings
- 1985 - She Sings, They Play (con NRBQ)
- 1989 - You Were Made for Me (con Teddy Nelson)